# Comté de Yarmouth
 (août 2022).
Si vous disposez d'ouvrages ou d'articles de référence ou si vous connaissez des sites web de qualité traitant du thème abordé ici, merci de compléter l'article en donnant les références utiles à sa vérifiabilité et en les liant à la section « Notes et références ».
Le comté de Yarmouth est un comté de la Nouvelle-Écosse. Son chef-lieu est Yarmouth. Il est composé de trois unités municipales : la ville de Yarmouth et les districts municipaux de Yarmouth et d'Argyle.

## Démographie
| 2001   | 2006   | 2011   | 2016   |
| ------ | ------ | ------ | ------ |
| 26 843 | 26 277 | 25 275 | 24 419 |